# Лопес, Фер
Ферна́ндо Ло́пес Гонса́лес (исп. Fernando López González; 24 мая 2004, Мадрид, Испания), более известный как Фер Ло́пес (исп. Fer López) — испанский футболист, полузащитник английского клуба «Вулверхэмптон Уондерерс».

## Клубная карьера
Лопес начинал свою карьеру в команде «Кристо де ла Виктория», позже, в возрасте 9 лет он присоединился к академии «Сельты». В 2018 году Фернандо провёл три месяца в Англии, тренируясь в команде «Бактон Юнайтед 89» из Суффолка. После возвращения в Испанию он продолжил играть в академии «Сельты», а также провёл сезон в аренде в клубе «Рапидо де Бусас».
27 июля 2024 года Лопес продлил свой контракт с «Сельтой» до 2028 года. 30 октября он дебютировал за основную команду в матче Кубка Испании против клуба «Сан Педро», заменив после первого тайма Карлоса Домингеса. 3 декабря 2024 года Фернандо забил свои первые голы за взрослую команду в кубковом матче против клуба «Саламанка». Всего спустя три дня Лопес впервые сыграл в Чемпионате Испании, выйдя в стартовом составе, в матче против «Мальорки», но был заменён ещё в первом тайме из-за травмы.
20 июня 2025 года Лопес перешёл в английский клуб «Вулверхэмптон Уондерерс».